# Tedros Adhanom Ghebreyesus
Tedros Adhanom Ghebreyesus (in tigrino: ቴዎድሮስ አድሓኖም ገብረኢየሱስ; Asmara, 3 marzo 1965) è un politico e funzionario etiope, dal 2017 direttore generale dell'Organizzazione mondiale della sanità.

## Biografia
Laureato nel 1986 in biologia all'Università di Asmara, Tedros ha conseguito nel 1992 la laurea specialistica in Immunologia delle Malattie Infettive della Scuola di Igiene e delle Malattie Tropicali dell'Università di Londra e il dottorato di ricerca nel 2000 all'Università di Nottingham con una ricerca sull'effetto delle dighe sulla trasmissione della malaria nella regione etiope del Tigrè.
Ottiene fama internazionale per le sue ricerche sulla malaria e nel 1986 comincia a lavorare per il Ministero della Salute etiope.
Tedros è di religione cristiana ortodossa.
Dal 2005 al 2012 è stato Ministro della salute del suo paese, carica che gli permette di implementare molte riforme innovative che migliorarono sostanzialmente l'accesso ai servizi sanitari in Etiopia. Tra queste riforme vi fu l'assunzione e la formazione di circa 40.000 lavoratrici donne nel campo della sanità e l'aumento di assunzioni di ostetriche e di lavoratori altamente qualificati. Durante il suo mandato, la mortalità infantile nel Paese scese da 123 morti per ogni 1000 nati nel 2006 a 88 nel 2011. Nel luglio 2009 viene eletto per due anni Presidente del Fondo globale per la lotta all'Aids, la tubercolosi e la malaria..
Nel 2012 è nominato Ministro degli affari esteri dal nuovo presidente Haile-marian Desalegn, incarico che ricopre per quattro anni fino al 2016.
Durante il suo mandato mette subito in atto una tenace repressione verso i giornalisti e oppositori del Governo. Ghebreyesus ottiene addirittura che lo Yemen espella i dissidenti etiopi rifugiati e riesce a farli imprigionare in Etiopia. Fra questi c'è un cittadino britannico, Andy Tsege, condannato a morte e in seguito liberato grazie alle energiche pressioni del Governo inglese. 
Nell'ultimo anno del suo mandato come ministro, scoppiano violente proteste di massa, alle quali la polizia risponde uccidendo 500 persone e arrestandone 70.000. Human Rights Watch denuncia questi crimini al Parlamento Europeo, ma il ministro Ghebreyesus contesta gli eccidi di massa negando il numero di morti e parlando di una polizia disarmata.
Il 23 maggio 2017 l'Assemblea mondiale della sanità lo elegge direttore generale dell'Organizzazione mondiale della sanità.
Oratore ufficiale in occasione della cerimonia d'ingresso dei Capitani Reggenti della Repubblica di San Marino il 1 aprile 2019.
Il 31 marzo 2019 è stato insignito dell’onorificenza di Cavaliere di Gran Croce dell’Ordine Equestre di Sant’Agata.

## Controversie
Il 18 ottobre 2017 Tedros Adhanom ha annunciato di aver scelto Robert Mugabe, presidente dello Zimbabwe come "ambasciatore di buona volontà" per l'OMS per contribuire alla lotta contro le malattie non contagiose per l'Africa. La nomina di Mugabe è stata fortemente criticata; Stati membri dell'OMS e organizzazioni internazionali affermano che il sistema sanitario dello Zimbabwe ha fatto molti passi indietro durante il suo regime sottolineando inoltre le numerose violazioni dei diritti umani di Mugabe. Da notare inoltre il fatto che Mugabe non utilizzava il sistema sanitario nazionale per se stesso, ma si spostava a Singapore per qualunque trattamento. 
Tedros Adhanom è stato fortemente criticato per l'incapacità nella gestione della pandemia di COVID-19. Il 14 gennaio, l'Oms diffonde un tweet in cui afferma come le indagini preliminari condotte dai cinesi «non dimostrano la diffusione tra umani» del virus. Il 30 gennaio, dopo un incontro a Pechino con il presidente cinese Xi Jinping, Tedros Adhanom spiega che «la Cina sta effettivamente definendo nuovi standard per la lotta alle epidemie», elogiando la gestione del virus. I comunicati dell'Oms elogiano «la dedizione delle autorità e la trasparenza dimostrata» dalla Cina. Allo stesso tempo l'Oms critica gli Usa accusando di alimentare «paura e stigma» per aver bloccato l'arrivo dei voli dalla Cina. A metà febbraio gli esperti dell'Oms, reduci da un sopralluogo in Cina, elogiano Pechino per aver «dispiegato il più ambizioso agile e aggressivo sforzo di contenimento della storia»; la diffusione e l'avanzata del virus in altri paesi costringerà l'Oms l'11 marzo a dichiarare la 'pandemia'.
Dopo lo scoppio del conflitto in Tigray, causato dall'attacco premeditato del FPLT a danni dell'esercito Etiope situato nel comando del nord, il 3 novembre 2020, Teodors Adhanom si è visto molto partecipe nel condannare il governo etiope per la risposta all'attacco causato dal suo partito.